# Gé Hoogenbos
Gé Hoogenbos (12 april 1925 – 11 mei 2011) was een Nederlands honkballer, sportjournalist en onderwijzer.
Hoogenbos was een geducht rechtshandig slagman en eerste honkman die vijftien jaar lang op het hoogste competitieniveau uitkwam. Hij was de oprichter van de Haarlem Nicols en stond aan de wieg van de Haarlemse Honkbalweek. Hoogenbos kwam tevens jarenlang uit voor het Nederlands honkbalteam. Als coach veroverde hij in 1966 met de Nicols als eerste Nederlandse sportvereniging een Europa Cup.
Gé Hoogenbos was tijdens zijn actieve spelerscarrière onderwijzer in Haarlem. Van 1953 tot 1982 was hij honkbaljournalist en schreef vier boeken over honkbal. Op 1 juli 1988 werd Hoogenbos opgenomen in de Hall of Fame van de KNBSB.